# Вихман I
Вихман I Стари (на немски: Wichmann I der Ältere; * 900; † 23 април 944) от род Билунги, е граф в Барденгау и граф във Вигмодиен (на Везер между Бремен и Северен Хаделн).

## Биография
Той е най-големият син на граф Билунг († 26 май 967). Брат е на Херман Билунг и Амелунг († 5 май 962), епископ на Ферден.
Въпреки че е женен за сестра (вер. за Фредеруна фон Рингелхайм († 971) или Биа фон Рингелхайм (895 – 25 май пр. 932) от род Имединги) на кралица Матилда, (втора) съпругата на крал Хайнрих I Птицелов, Ото I прави през 936 г. по-малкия му брат Херман Билунг на princeps militae (маркграф) в Източна Саксония. Вихман напуска войската и се включва във въстанието на херцог Еберхард от Франкония и Танкмар, по-големият полубрат на Ото I. През 938 г. той прекъсва бонтуването си против краля и му остава доверен.
След смъртта му през 944 г. синовете му Вихман II и Екберт се чувстват излъгани в наследството им от техния чичо Херман Билунг и въстават против него и краля.

## Деца
Вихман I има двама сина и една дъщеря. Синовете му още от деца са възпитавани в кралския двор заедно с Лиудолф (синът на Ото I). Неговите деца са:
- Вихман II (* 930, † 22 септември 967), граф и въстаник
- Екберт „Едноокия“ (* 932, † април 994), граф и въстаник. Отвлича през 984 г. Аделхайд, дъщерята на император Ото II в замъка си в Гослар.
- Хадвиг (* 939, † 4 юли 1014), наричана и Хатуи, омъжена за Зигфрид фон Мерзебург (925/930 – 24 юни 959), син на маркграф Геро I; след смъртта му първата абатиса на Гернроде

и вероятно:
- Бруно († 976), от 962 г. като Бруно I Саксонски наследник на чичо си Амелунг като епископ на Ферден
- Дитрих († 25 август 985), по-късен маркграф на Нордмарк, чиято дъщеря Ода (* пр. 962, † 1023) се омъжва 978 г. за полския херцог Мешко I